# Frédéric Hélein
Frédéric Hélein (22 de abril de 1963) é um matemático francês.
Hélein obteve um doutorado na École polytechnique, orientado por Jean-Michel Coron. Foi professor da Universidade Paris VII.
Recebeu o Prêmio Fermat de 1999, juntamente com Fabrice Bethuel. Foi palestrante convidado do Congresso Internacional de Matemáticos em Berlim (1998: Phenomena of compensation and estimates for partial differential equations).

## Obras
- com Fabrice Bethuel, Haïm Brézis: Ginzburg-Landau Vortices, Birkhäuser, 1994
- Harmonic maps, conservation laws and moving frames, Cambridge Tracts in Mathematics, Cambridge University Press, 2002 (edição original 1996 em francês)
- Constant mean curvature surfaces, harmonic maps and integrable systems, Birkhäuser, 2001